# Бодрова, Надежда Дмитриевна
Наде́жда Дми́триевна Бодро́ва (род. 13 июля 1961, Гиссар), в девичестве Ко́ршунова — советская и украинская легкоатлетка, специалистка по барьерному бегу. Выступала за сборные СССР и Украины по лёгкой атлетике в 1984—2000 годах, обладательница серебряной медали Универсиады, победительница и призёрка первенств национального значения, действующая рекордсменка Украины в беге на 50 метров с барьерами в помещении, участница двух летних Олимпийских игр. Мастер спорта Украины международного класса. Заслуженный тренер Украины.

## Биография
Надежда Коршунова родилась 13 июля 1961 года в городе Гиссар Таджикской ССР.
Занималась лёгкой атлетикой в Харькове, выступала за добровольное спортивное общество «Спартак».
Впервые заявила о себе на взрослом всесоюзном уровне в сезоне 1983 года, когда на чемпионате страны в рамках VIII летней Спартакиады народов СССР в Москве выиграла серебряную медаль в беге на 100 метров с барьерами.
В 1984 году на соревнованиях в Сочи установила свой личный рекорд в 100-метровом барьерном беге — 12,65, тогда как на чемпионате СССР в Донецке взяла в той же дисциплине бронзу. Рассматривалась в качестве кандидатки на участие в Олимпийских играх в Лос-Анджелесе, однако Советский Союз вместе с несколькими другими странами восточного блока бойкотировал эти соревнования по политическим причинам. Вместо этого Коршунова выступила на альтернативном турнире «Дружба-84», где в своей дисциплине заняла итоговое шестое место.
В 1985 году выиграла бег на 60 метров с барьерами на зимнем чемпионате СССР в Кишинёве, заняла шестое место на чемпионате Европы в помещении в Пирее. На летнем чемпионате СССР в Ленинграде стала бронзовой призёркой в беге на 100 метров с барьерами и в эстафете 4 × 100 метров. Будучи студенткой, представляла страну на Универсиаде в Кобе — в барьерном беге получила серебро, уступив только болгарке Гинке Загорчевой, в эстафете 4 × 100 метров так же удостоилась серебряной награды, став второй позади команды из США.
В 1986 году выиграла серебряную медаль на зимнем чемпионате СССР в Москве, дошла до полуфинала на чемпионате Европы в помещении в Мадриде.
В 1991 году уже под фамилией Бодрова завоевала бронзовую награду на чемпионате страны в рамках X летней Спартакиады народов СССР в Киеве. На чемпионате мира в Токио не смогла пройти дальше предварительного квалификационного этапа.
После распада Советского Союза Надежда Бодрова продолжила спортивную карьеру в составе украинской национальной сборной. Так, в 1993 году она представляла Украину на чемпионате мира в Штутгарте, где в беге на 100 метров с барьерами дошла до стадии полуфиналов.
В 1994 году стартовала на чемпионате Европы в помещении в Париже и на чемпионате Европы в Хельсинки.
В 1996 году в 100-метровом барьерном беге одержала победу на Кубке Европы в Мадриде и на чемпионате Украины в Киеве. Благодаря череде удачных выступлений удостоилась права защищать честь страны на летних Олимпийских играх в Атланте — преодолела здесь предварительный квалификационный этап, но в четвертьфинале выступила недостаточно хорошо.
В 1998 году отметилась выступлением на чемпионате Европы в Будапеште.
Принимала участие в Олимпийских играх 2000 года в Сиднее — в программе бега на 100 метров с барьерами показала результат 13,25, не сумев преодолеть предварительный этап.
Впоследствии вместе с мужем Валерием Васильевичем Бодровым занималась тренерской деятельностью в Харькове, в частности тренировала своего сына Игоря Бодрова, который тоже стал титулованным бегуном-спринтером. Заслуженный тренер Украины.